# Гвинея на Олимпийских играх
Гвинея принимала участие в 10 летних Олимпийских играх. Дебютировав на Играх в Мехико в 1968 году, страна принимала участие во всех летних Олимпийских играх, кроме Игр в Мюнхене и в Монреале. Всего на Олимпийских играх Гвинею представляли 42 мужчины и 9 женщин, принимавших участие в состязаниях по боксу, вольной борьбе, дзюдо, лёгкой атлетике, плаванию, тхэквондо и футболу. Самая крупная делегация представляла страну на первых для неё Олимпийских играх 1968 года, в которых принимала участие сборная Гвинеи по футболу (15 человек). В июле 2021 года за один два дня до церемонии открытия Олимпийских игр в Токио стало известно, что сборная Гвинеи не примет участия в Играх из-за пандемии COVID-19, однако после получения медицинских гарантий приняла участие в соревнованиях.
В зимних Олимпийских играх представители Гвинеи участия не принимали. Спортсмены Гвинеи никогда не завоёвывали олимпийских медалей.
Национальный олимпийский и спортивный комитет Гвинеи был создан в 1964 году, признан МОК в 1965 году.